# Sumin (powiat tomaszowski)
Sumin – wieś w Polsce położona w województwie lubelskim, w powiecie tomaszowskim, w gminie Tarnawatka.
W latach 1975–1998 miejscowość należała administracyjnie do województwa zamojskiego.
Wieś jest sołectwem w gminie Tarnawatka. Według Narodowego Spisu Powszechnego z roku 2011 wieś liczyła 293 mieszkańców.
We wsi dominują średnie gospodarstwa rolne, uprawiające głównie zboże, ziemniaki i buraki cukrowe. Przeważają gleby w klasach III i IV.
Wierni Kościoła rzymskokatolickiego należą do parafii Świętych Apostołów Piotra i Pawła w Tarnawatce.

## Części wsi
| SIMC    | Nazwa      | Rodzaj    |
| ------- | ---------- | --------- |
| 0901111 | Górka      | część wsi |
| 0901128 | Petrynówka | część wsi |
| 0901134 | Zaolzie    | część wsi |

## Historia
26 stycznia 1943 roku w pobliżu Sumina doszło do potyczki pomiędzy oddziałem Batalionów Chłopskich a niemiecką żandarmerią. W odwecie 29 stycznia Niemcy spacyfikowali wieś. Zamordowano wtedy około 50 mieszkańców, w większości Ukraińców, a także zniszczono 27 budynków mieszkalnych i 60 budynków gospodarczych.

## Transport drogowy
Droga krajowa nr 17 (Warszawa - Lublin - Hrebenne)